# 焱
焱 est un kanji composé de 12 traits et fondé sur 火.
Il se lit えん (en), けき (keki) ou きゃく (kyaku) en lecture on et ほのお (honō) ou もえる (moeru) en lecture kun.
Son caractère Unicode est 7131.